# Стерх (космический аппарат)

3D-модель аппарата «Стерх»

«Стерх» — малый космический аппарат нового поколения, предназначенный для обновления российского сегмента международной системы КОСПАС-САРСАТ. Космические аппараты серии «Стерх» предназначены для замены на орбите спутников предыдущего поколения Надежда. Миниспутник «Стерх» разработан в ПО «Полет» совместно с ФГУП «РНИИ КП». Основным отличием от спутника «Надежда» является то, что «Стерх» не обеспечивает передачу навигационного сигнала, теперь данная функция полностью возложена на систему ГЛОНАСС. Кроме того, на борту МКА «Стерх» установлен модернизированный бортовой радиокомплекс спасания РК-СМ.

## Назначение
Космический аппарат «Стерх» обеспечивает:
- определение координат судов и самолетов, терпящих бедствие в любой точке Земли со среднеквадратической ошибкой не превышающей 2 морские мили (3,6 км);
- ретрансляцию в реальном масштабе времени сигналов от аварийных радиомаяков для определения их координат со среднеквадратической ошибкой не более 11 морских миль (20 км);

Масса КА «Стерх» составляет 160 кг, масса аппаратуры — 60 кг.

## Основные характеристики
| Масса                                                                                                | 160 кг                                                        |
| Расчетный срок активного существования                                                               | 5 лет                                                         |
| Ракета-носитель                                                                                      | попутным грузом с космодрома «Плесецк» — 11К65М («Космос-3М») |
| Размеры                                                                                              |                                                               |
| в стартовом состоянии                                                                                | 0,75x1,35x2,00 м                                              |
| в рабочем состоянии (панели солнечных батарей раскрыты, штанга гравитационного устройства выдвинута) | 0,97x2,96x10,39 м                                             |
| Система электропитания                                                                               |                                                               |
| тип                                                                                                  | солнечные и буферные химические батареи                       |
| среднесуточная мощность                                                                              | 110 Вт                                                        |
| Точность ориентации                                                                                  |                                                               |
| на Землю                                                                                             | 5°                                                            |
| на Солнце                                                                                            | 3°                                                            |
| Орбита                                                                                               | приполярная, околокруговая                                    |
| наклонение плоскости орбиты                                                                          | 83,0°                                                         |
| период обращения                                                                                     | 105,0 мин                                                     |
| высота                                                                                               | 1000 км                                                       |

## Список запусков
| №п/п | Дата запуска | Наименование | РН        | Место запуска | NSSDC ID  | SCN   |
| ---- | ------------ | ------------ | --------- | ------------- | --------- | ----- |
| 1    | 21.07.2009   | Стерх № 1    | Космос-3М | Плесецк       | 2009-039B | 35636 |
| 2    | 17.09.2009   | Стерх № 2    | Союз-2.1б | Байконур      | 2009-049B | 35866 |